# Rio Ocmulgee
O Rio Ocmulgee (/ɒkˈmʌlɡiː/) é o afluente ocidental do rio Altamaha, com aproximadamente 255 milhas (410 km) de extensão, no estado da norte-americano da Geórgia. É o principal afluente ocidental do rio Altamaha. Era anteriormente conhecido pelo seu antigo nome na língua Hitchiti, Ocheese Creek, do qual os creeks (muscogees) derivaram seu nome.
O rio Ocmulgee e seus afluentes fornece a drenagem de cerca de 6 180 milha quadradas (16 000 km2) em partes dos 33 condados da Geórgia, em uma grande parte da região de Piedmont e da planície costeira da Geórgia central.
A bacia do rio Ocmulgee é composta por três sub-bacias definidas pelo U.S. Geological Survey: a Upper Ocmulgee River; a Lower Ocmulgee River; e Little Ocmulgee River.
O nome do rio provavelmente tem origem na aglutinação das palavras Hitchiti: oki ("água") e molki (borbulhante), significando, portanto, "onde a água borbulha, ou brota."

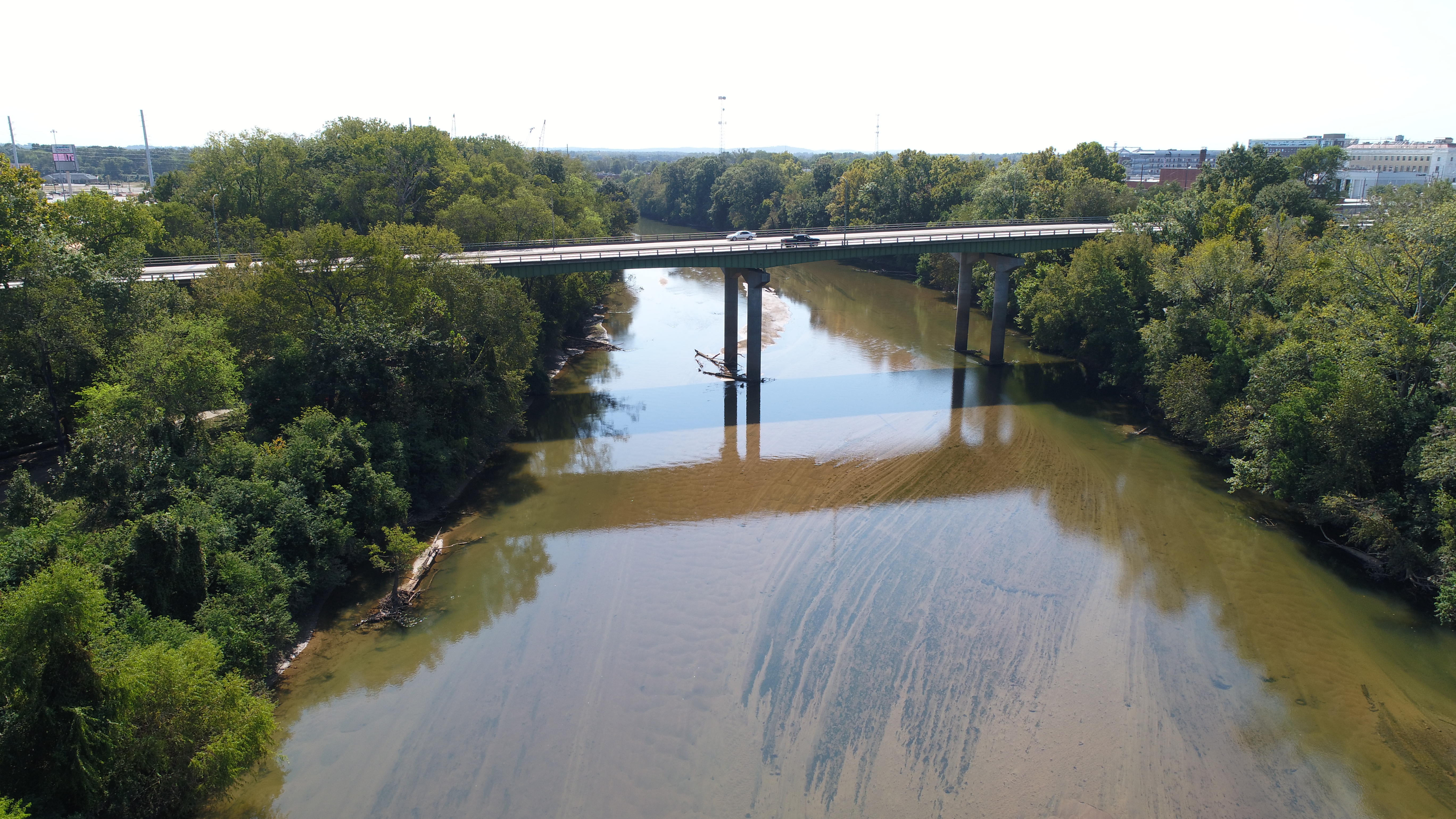
Vista da porção sudeste do rio Ocmulgee, na direção da Second Street em Macon, Georgia

## Descrição
O rio nasce em um ponto no norte da Geórgia central, ao sudeste de Atlanta, na confluência dos rios Yellow, South e Alcovy. Desde a construção da barragem de Lloyd Shoals no início do século XX, esses rios integram-no como braços da represa do Lago Jackson (Geórgia). O rio inicia em uma elevação de aproximadamente 530 pés (160 m) acima do nível do mar.
O rio Ocmulgee flui pela barragem na direção sudeste de Macon, que foi fundada na Baixada Costeira Atlântica. Ele se junta ao rio Oconee vindo do noroeste - 240 milhas (390 km) após o Lago Jackson - para formar o Rio Altamaha, próximo à Lumber City. A Ocmulgee River Water Trail começa em Macon, no Amerson RIver Park, indo até a confluência próxima a Lumber City e Hazelhurst, abrangendo cerca de 200 milhas (320 km).

## Uso humano
Há quatro usinas na bacia do Ocmulgee que usam de suas águas, incluindo a termoelétrica Plant Scherer em Juliette, operada pela Georgia Power Company. Plant Scherer é a sétima maior usina dos Estados Unidos em capacidade, e a maior a ser abastecida exclusivamente por carvão.

## Ictiofauna
Uma diversa variedade de peixes - 105 espécies divididas e vinte e uma famílias - habitam a bacia do Ocmulgee. A família com mais representantes no rio é a Cyprinidae (carpas), com 27 espécies. Esta é seguida pela família Centrarchidae (peixes-sol), que possui 22 espécies. Há dez espécies da família Ictaluridae (bagres) e oito espécies da família Catostomidae (sugadores). O rio abriga também uma das espécies de peixes em perigo no estado da Geórgia, o Cyprinella xaenura e duas espécies consideradas raras, o Etheostoma parvipinne e o Notropis harperi.
O rio Ocmulgee é muito popular entre os pescadores pela variedade de espécies ali pescadas, particularmente pelos peixes-sol de peito vermelho, percas-alerquinas, peixes-sol de orelha vermelha, achigãs, percas-negras, bagres americanos e bagres de cabeça achatada. O maior achigã do mundo havia sido capturado em 1932, no Lago Montgomery, um braço morto do rio Ocmulgee, no condado de Telfair. O peixe capturado pelo fazendeiro George Washington Perry, pesava cerca de dez quilos. A International Game Fish Association posteriormente declarou como recordista mundial a captura realizada por Manabu Kurita, em julho de 2009, com um peso próximo do antigo recorde, realizada no Lago Biwa, Japão.
Há cerca de quinze espécies invasoras de peixes habitando a bacia do rio. De acordo com o relatório do Departamento de Recursos Naturais da Geórgia, "muitas dessas espécies estão bem estabelecidas e são prejudiciais às populações nativas."

## História
Evidências arqueológicas demonstram a habitação contínua da área desde aproximadamente 10000 a 15000 anos atrás. Espátulas de raspagem e pontas líticas de caçadores paleo-americanos nômades foram encontradas ao longo das várzeas do rio.
No período Arcaico (c. 8000 - 1000 a.C), caçadores-coletores fizeram o uso de cerâmicas temperadas com fibras e ferramentas de pedra. Durante o período Woodland (c. 1000 a.C. - 900 d.C.), numerosas aldeias se estabeleceram na área, evidenciadas pelos montes de terra e pedaços de cerâmica.
Tem-se evidência de que a cultura Mississippiana exerceu certa influência na área durante o século X; de acordo com a New Georgia Encyclopedia, "no planalto de Macon e nas proximidades das planícies do Ocmulgee, trechos de plantações e jardins construídos ao redor de elaborados montes cerimoniais são as evidências mais proeminentes da influência Mississippiana". Essas áreas agora fazem parte do Ocmulgee National Monument, área de proteção administrada pelo Serviço de Nacional de Parques, estabelecida em 1936.
A exploração européia da bacia do Ocmulgee começou em 1540, durante a expedição do explorador espanhol Hernando de Soto e sua companhia, que visitou a última chefatura Mississippiana de Ichisi, local atualmente identificado pelos arqueólogos como a planície inundável de Macon. Os Ichisi serviram bolos de milho, cebolas selvagens e carne de veado aos espanhóis. Pelos próximos anos, entretanto, observou-se o declínio da população nativa da área em virtude das doenças e crises que se seguiram ao contato europeu.
Entre 1689 e 1692, uma quantia de aldeias dos Apalachicolas localizadas no rio Chattahoochee se mudaram para a Geórgia central, estabelecendo-se na área do rio Ocmulgee, outrora nomeado Ochese Creek. Em 1715, os ingleses registraram dez aldeias entre os indios de Ochese Creek (os quais eram chamados de Uchese pelos espanhóis), com uma população de 2406 habitantes. No início do século XVIII, os mapas mostravam um total de vinte aldeias na vizinhança de Ochese Creek, muitas das quais possuíam nomes correspondentes aos das aldeias que antes se localizavam no rio Chattahoochee. As aldeias falantes do muscogee, Coweta, Kasihta, Tuskegee e Koloni se situavam ao norte desse aglomerado. Muitas das aldeias falantes do Hitchiti se localizavam na parte sul do conglomerado de Ochese Creek, incluindo Ocmulgee, Hitchiti, e Osuchi. Duas aldeias muscogees do rio Tallapoosa no Alabama, Atasi e Kaledji, se juntaram à esta união de tribos, tal como a aldeia hitchiti de Chiaha, do oeste da Carolina do Norte. Entre as aldeias de Ochese Creek também estavam incluídas as tribos Westo e Yuchi. Após a eclosão da Guerra Yamassee em 1715, as aldeias de Ochese Creek se mudaram rumo ao oeste, retornando majoritariamente à região do rio Chattahoochee, onde evoluíram para as Lower Towns da Confederação Creek (referidos pelos ingleses como Lower Creeks).
A invenção do descaroçador de algodão por Eli Whitney estimulou o desenvolvimento de plantations de fibra de algodão nas terras altas do rio, onde houve um bom crescimento. A invenção mecanizou o processamento do algodão, rentabilizando-o. A demanda por terras no sudeste cresceu, bem como a demanda por trabalho escravo no interior do sul. Em 1806, os Estados Unidos adquiriram a área entre os rios Oconee e Ocmulgee dos Creeks pelo Primeiro Tratado de Washington. No mesmo ano o Exército Americano estabeleceu o Forte Benjamin Hawkins com vista para os campos de Ocmulgee. Em 1819, os creeks deixaram seu último estabelecimento em Ocmulgee, território que foi cedido completamente em 1821.

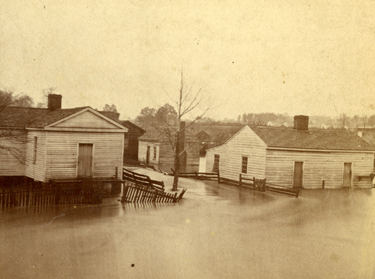
Enchente do rio Ocmulgee na primavera de 1876

No mesmo ano, os irmãos McCall estabeleceram a operação de construção de barcos em Macon. O primeiro barco a vapor chegou ao rio em 1829. Durante o século XIX, o rio proveu a principal rota de navegação rumo a Macon, permitindo o desenvolvimento da indústria algodoeira nas regiões limítrofes. Em 1842, o rio recebeu a conexão com Savannah, por meio da ferrovia. O rio congelou de margem á margem em 1886. Em 1994 severas enchentes após chuvas carregadas causaram dano em larga escala à região de Macon.

## Riachos da bacia do rio Ocmulgee
Os principais riachos que fluem rumo ao Rio Ocmulgee incluem:
- Tucsawhatchee Creek
  - Este afluente é mais conhecido como "Big Creek" na maioria dos mapas.
- Echeconnee Creek
  - O nome deste afluente significa "armadilha de cervo" na língua muscogee.

- Alligator Creek
- Big Indian Creek
- Coley Creek
- Big Horse Creek
- Flat Creek
- Folsom Creek
- Horse Creek
- Jordan Creek
- Limestone Creek
- Little Ocmulgee River (Gum Swamp Creek)
- Little Shellstone Creek
- Little Sturgeon Creek
- Mossy Creek
- Otter Creek
- Richland Creek
- Sandy Run Creek
- Savage Creek
- Shellstone Creek
- South Shellstone Creek
- Sturgeon Creek
- Sugar Creek
- Ten Mile Creek
- Tobesofkee Creek
- Walnut Creek

## Leituras adicionais
- Watson, Chris. 2022. The Wild and the Sacred: Evaluating and Protecting the Ocmulgee River Corridor, Vol. 1. Series edited by S. Heather Duncan. Macon, GA: Mercer University Press.
- Day, Dominic. 2022. A River of Time: Archaeological Treasures of the Ocmulgee Corridor, vol. 2. Series edited by S. Heather Duncan. Macon, GA: Mercer University Press.
- Bigman, Daniel Philip. From Settlement to Society: A History of the Early Mississippian Settlement at Ocmulgee, Volume 3. Series edited by S. Heather Duncan. Macon, GA: Mercer University Press.